# Dolo, Burkina Faso
Dolo là một tổng thuộc  Bougouriba (tỉnh) ở tây nam Burkina Faso. Thủ phủ là thị xã Dolo. Theo điều tra dân số năm 1996, tổng này có tổng dân số 8.910 người..

## Các thị xã và làng xã
• Dolo • Bèkoro • Bohéro • Diagnon • Dolindia • Goumpologo • Hèllèlè • Milkpo • Nicéo • Nouvielgane • Olbontouné • Saptan • Soussoubro • Tinkiro-Lobi • 